# Kościół i klasztor Bernardynek w Grodnie
Kościół Narodzenia Matki Boskiej, śś. Antoniego i Kazimierza oraz klasztor Bernardynek w Grodnie – zespół kościoła i klasztoru zbudowanego w Grodnie w 1 połowie XVII wieku w stylu barokowym. Zbombardowany w 1941 roku i zburzony w latach 60. XX wieku.

## Początki działalności

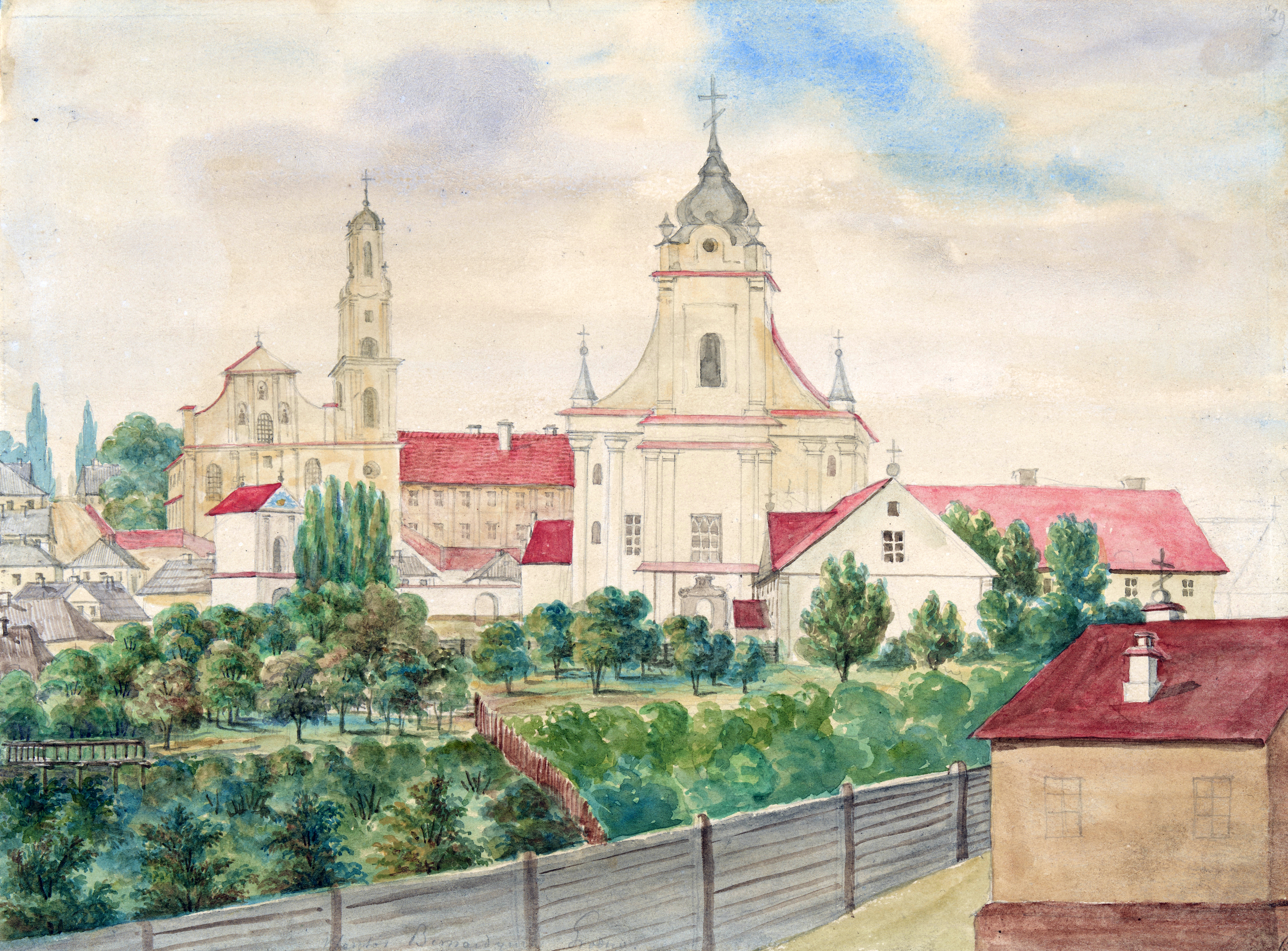
Kościół Bernardynek (po prawej) i Bernardynów (po lewej) około 1860 r.

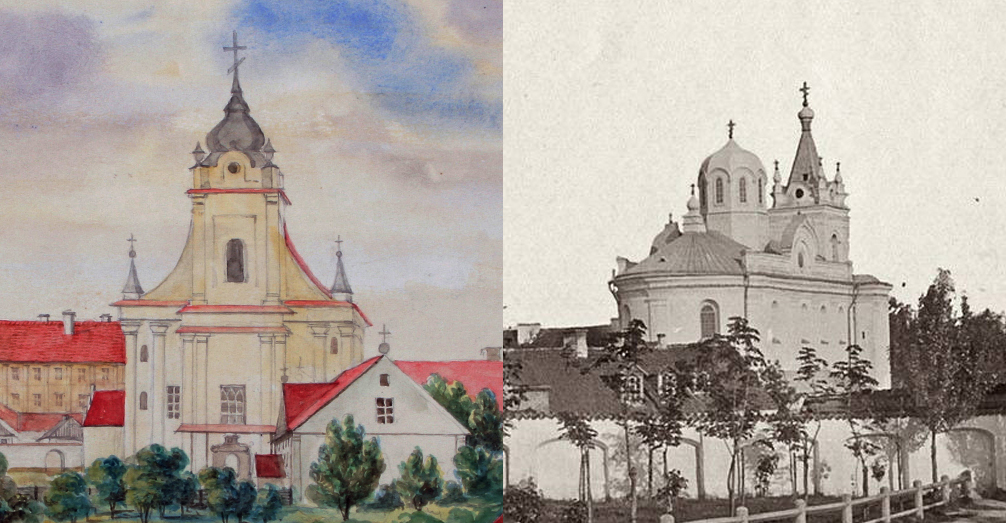
Kościół około 1860 (po lewej), po przeróbkach rosyjskich z pocz. XX wieku (po prawej)

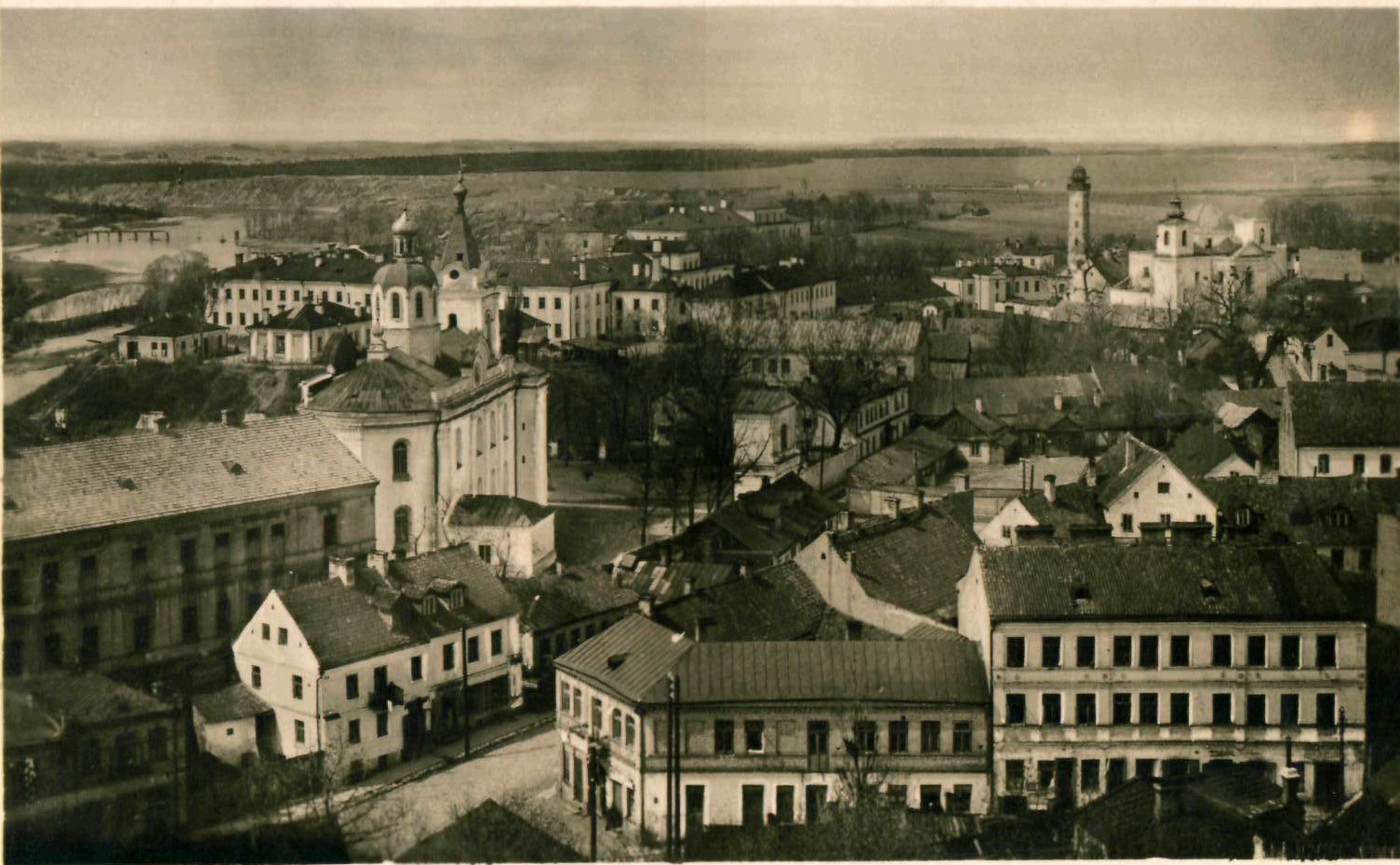
Widok na kościół przed 1934 r.

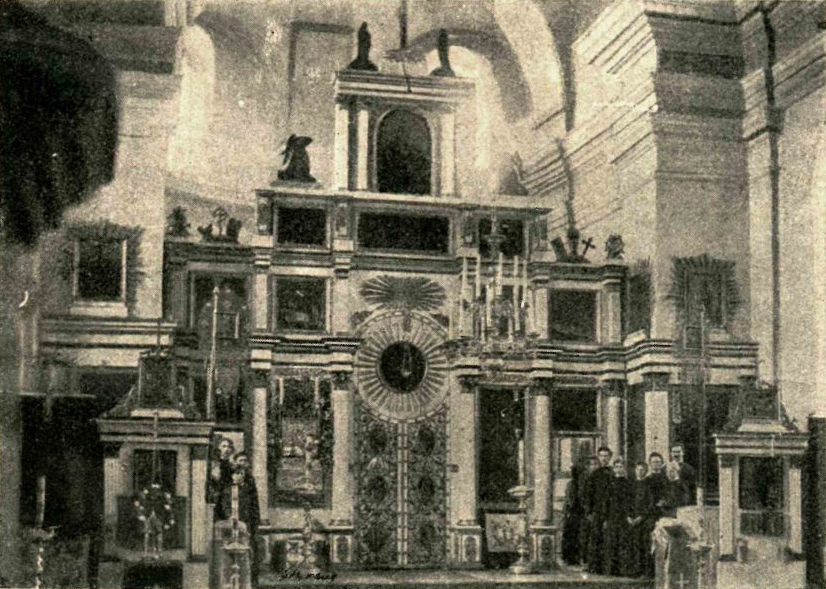
Wnętrze z umieszczonym przez Rosjan ikonostasem (1910)

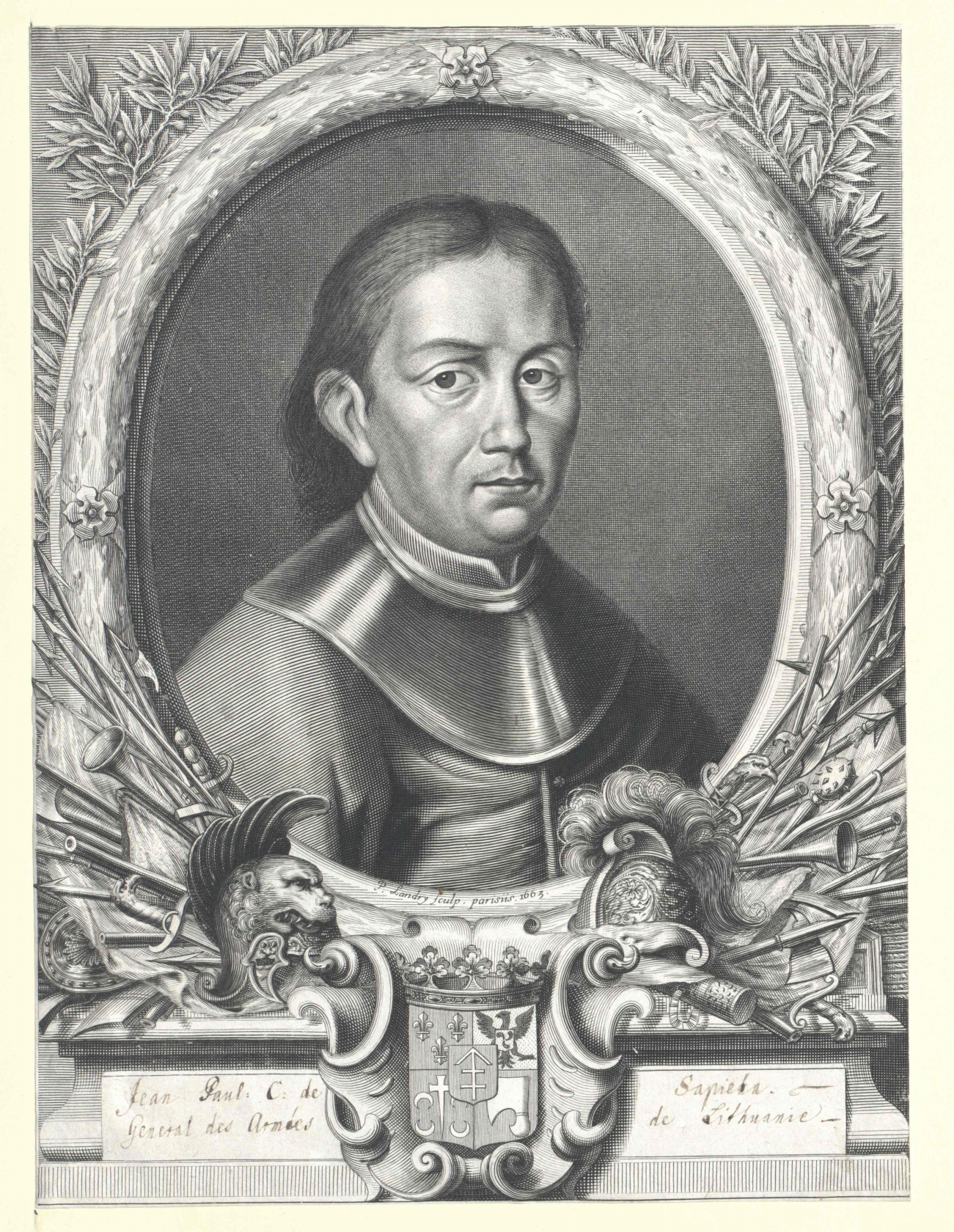
Kazimierz Lew Sapieha - fundator kościoła i klasztoru (wg P. Landry, 1663)

Zgromadzenia panien Bernardynek zostało założone w Grodnie w 1617 lub na początku 1618 roku, gdy siostry pojawiły się w mieście z inicjatywy prowincjała zakonu Krzysztofa Scipio del Campo. W 1618 roku grodzieńskie bernardynki otrzymały od króla Zygmunta III Wazy przywilej na cegielnię i ogród oraz w 1619 roku zapis Janusza Skumina Tyszkiewicza na place i domy w mieście. Pierwsza przełożona placówki, przybyła z Wilna Urszula Mielecka, za 2000 florenów kupiła od wojskiego grodzieńskiego Jerzego Scipiona del Campo plac z budynkami, ogrodami i sadami, gdzie wybudowała ze środków książąt Czartoryskich, drewniany klasztor. Drewniany początkowo był także znajdujący się przy klasztorze kościół pod wezwaniem Matki Boskiej z Ara Coeli. W 1618 roku starosta żmudzki Hieronim Wołłowicz legował bernardynkom majątek na swojej wsi Zalesie. Podstawą utrzymania klasztoru były sumy posagowe panien Bernardynek lokowane na kahale grodzieńskim. W 1621 roku wzniesiono murowany budynek klasztoru w kształcie litery L. W 1624 roku ze środków Teofili Sapieżanki Bernardynki kupiły folwarki Żarosławka, Wiszniewicze, Adamowicze i Plebanowce. Klasztor powiększył swoje posiadanie także w 1 połowie XVIII wieku, m.in. o położony na Podolu dworek podstarościego grodzieńskiego Antoniego Micuty i place sędziego trockiego Andrzeja Turłaja. Jurydyka bernardynek w Grodnie znajdowała się w obrębie ul. Mostowej, Klasztornej, Rowem Zamkowym i między pałacami Ogińskiego i Radziwiłłów do Niemna.

## Kościół i klasztor
W r. 1621 wzniesiono murowany budynek klasztoru, a ponad ćwierć wieku później, w r. 1648 zbudowano murowaną świątynię. Drugą ksienią klasztoru obrana została Teofila Sapieżanka i zapewne był to jeden z powodów zaangażowania w dzieło budowy nowego kościoła podkanclerzego litewskiego Kazimierza Leona Sapiehy. Fundatorką bogatego wyposażenia kościoła była jego żona Teodora Krystyna z Tarnowskich. Kościół pod wezwaniem Narodzenia Matki Boskiej, św. Antoniego z Padwy i św. Kazimierza został konsekrowany 21 listopada 1651 roku przez biskupa wileńskiego Jerzego Tyszkiewicza, który zezwolił przy tym na procesję w oktawie Bożego Ciała.
Zbudowany w stylu wczesnego baroku jednonawowy kościół miał ponad 23 metry długości i 9 metrów szerokości. W fasadzie znajdowała się masywna wieża z kruchtą w przyziemiu, przy prezbiterium były dwie zakrystie (kapłańska i zakonna). Prezbiterium doświetlały dwa rzędy okien, w podobny sposób jak w także fundowanych przez Kazimierza Leona Sapiehę kościołach w Siemiatyczach i w Drui. Nad wejściem od strony północnej widniał wycięty w alabastrze pozłocony herb fundatora, sapieżyński- Lis w wysokim reliefie i ujęty labrami akantowych zwojów, z łacińską inskrypcją. Dachy były kryte dachówką. Cały teren był otoczony murem, w którym znajdowała się dwukondygnacyjna brama na zamknięciu ulicy Mostowej biegnącej w kierunku Rynku.
We wnętrzu znajdowało się siedem częściowo pozłacanych ołtarzy. Ołtarz główny zdobiły obrazy Zwiastowania Najświętszej Marii Panny w srebrnej sukience, Imienia Marii i Duch św. w obłokach; po bokach stały rzeźby św. Antoniego i św. Franciszka. Na chórze znajdował się 10-głosowy pozytyw. Na wieży wisiały dwa dzwony z sentencjami łacińskimi i datami 1545 i 1672. Na wieżyczce nad klasztorem wzniesiona była niewielka sygnaturka.
W 1656 roku świątynia ucierpiała w wyniku pożaru wznieconego podczas najazdu wojsk moskiewskich, które splądrowały także klasztor.
W XVIII wieku przy kościele działały dwa bractwa od 1701 Imienia Marii, a od 1718 Boskiej Opatrzności. W połowie XVIII wieku do klasztoru w kształcie litery L dobudowano nowe skrzydło na osi wschód-zachód oraz korytarz wiodący od klasztoru do zakrystii wzdłuż południowej elewacji kościoła. W 1763 roku w klasztorze mieszkało 21 sióstr. W obrębie klasztornego muru znajdował się cmentarz oraz ogrody.
W 1797 roku majątki klasztoru znalazły się za nową granicą po stronie pruskiej, co spowodowało gwałtowny spadek dochodów na utrzymanie. W latach 1804–1828 zakonnice prowadziły w klasztorze szkołę dla dziewcząt, gdzie uczono m.in. czytania i pisania. W 1819 ściany kościoła i klasztoru zostały wyremontowane. W 1828 roku w kościele stanął nowy ołtarz Opatrzności Bożej, a w 1841 roku trzy nowe ołtarze murowane w miejsce starych drewnianych. W 1838 roku wymieniono dachówki i pobielono ściany. W 1848 roku siostry wyremontowały piece, drzwi, podłogi i okna.
Listem z 14 października 1853 roku rosyjski Minister Spraw Wewnętrznych nakazał wileńskiemu generał-gubernatorowi odebrać klasztor i kościół Bernardynkom i przekazać je duchowieństwu prawosławnemu. W wyniku tej decyzji siostry były zmuszone do opuszczenia placówki i wyjechały do klasztorów w Wilnie i Słonimiu. Wyposażenie kościoła, jako nieprzydatne prawosławnym, przekazano do innych kościołów, m.in. do kościoła w Hożej, gdzie do dzisiaj znajdują się pochodzące z niego dwa obrazy: Madonna z Dzieciątkiem z 1 poł. XVIII wieku i Chrystus przywiązany do słupa z 2 poł. XVIII w. Kościół zamieniono na cerkiew pod wezwaniem śś. Borysa i Gleba, niedługo po tym jak cerkiew na Kołoży pod tym wezwaniem częściowo runęła do Niemna. W 1896 postanowiono kościół przebudować, w związku z czym wykonano inwentaryzację. Następnie prawosławni dodali na dachu drewnianą, pozorną kopułę na tamburze, a nad prezbiterium niewielki cebulasty hełm, poza tym nadbudowano elewacje boczne dodając kokosznikowe szczyty oraz usunięto pierwotny barokowy hełm i zamiast niego osadzono wysoki namiotowy. W 1900 roku na gruncie klasztornym zbudowano trzy murowane budynki składów tytoniowych Lejby Szereszewskiego. 
W związku z ofensywą niemiecką w 1915 roku mnisi prawosławni uciekli do Rosji. Klasztor zajął komitet pomocy wojennej, redakcja gazety, białoruski klub poselski. W 1920 roku Komisja Opieki nad Zabytkami Sztuki i Kultury ziemi grodzieńskiej stwierdziła, że kościół i klasztor zachowały swoje pierwotne formy, a rosyjskie przeróbki będą łatwe do usunięcia. W 1925 roku w jednym z budynków klasztoru ulokowano Państwowe Seminarium Nauczycielskie Męskie. W drugim mieścił się internat i mieszkanie dyrektora. Dyrektor Seminarium Józef Biegański doprowadził do wyremontowania refektarza, zachowując dawne elementy wystroju architektonicznego; miał też w planach, by kościół uczynić kaplicą seminaryjną. Ponadto, chciał przed wejściem do świątyni, w miejscu dawnego cmentarza wybudować pływalnię, a w przyległych do kruchty prewetach ulokować natryski. Wcieleniu w życie tego kuriozalnego pomysłu miała przeszkodzić interwencja grodzieńskiego dziekana. W 1928 roku kościół został uznany za zabytek chroniony przez prawo. W 1932 roku prezydent Grodna Maurycy O’Brien de Lacy powołał Tymczasowy Komitet Ratunkowy konserwacji i odbudowy d.kościoła Bernardynek, a sekcja miejscowych inżynierów naprawiła dach, usuwając przy okazji drewnianą kopułę dodaną przez Rosjan w XIX wieku. W 1935 roku przypuszczalnie z inicjatywy kustosza Józefa Jodkowskiego wykonano rysunkową inwentaryzację bramy wjazdowej z kaplicą na piętrze oraz projekt zrealizowanego remontu, który wykonał grodzieński inżynier Bronisław Żywno.

## Epilog
Podczas II wojny światowej, w dniu 22 czerwca 1941 roku zespół klasztoru i kościoła Bernardynek został zniszczony w wyniku ostrzału niemieckiego, razem z pałacem Radziwiłłów, pałacem Ogińskiego, Dworem Zamkowym na rogu ulic Zamkowej i Mostowej i Rynkiem Siennym. Wypalone mury kościoła i klasztoru zostały rozebrane w latach 60. XX wieku podczas poszerzania ulicy Dawida Horodzieńskiego. 
Na terenie należącym niegdyś do bernardynek znajduje się budynek teatru, którego budowę ukończono w 1984 roku.

## Architektura
Zespół był położony na prawym wysokim brzegu Niemna, naprzeciw kościoła i klasztoru bernardynów. Na wprost bramy-dzwonnicy biegła dawna ul. Mostowa.
Kościół murowany z cegły, tynkowany, jednonawowy, na rzucie prostokąta, z kryptą pod prezbiterium, częściowo zamurowaną. Nawa trójprzęsłowa, prezbiterium jednoprzęsłowe, równe jej wysokością, zamknie półkoliści, ujęte dwiema niskimi zakrystiami na rzutach kwadratów. Fasada nieco szersza od nawy, zblokowana z południowym skrzydłem klasztoru, z masywną, trójkondygnacyjną, kwadratową wieżą od zachodu, mieszczącą w przyziemiu kruchtę. Prezbiterium wydzielone wysoką półkolistą arkadą, wspartą na ujętych w pilastry przytęczowych filarach. Ściany prezbiterium i nawy dzielone pilastrami, nad którymi pas belkowania pokrytego ornamentalną polichromią. Chór muzyczny na parze masywnych filarów, zapewne wspierających potrójną arkadę. W podchórzu przejście do klasztoru, od północy klatka schodowa prowadząca na wieżę.
Elewacje zwieńczone uproszczonym belkowaniem, z pilastrami o uproszczonych głowicach, stojących na niskim cokole. Okna w głębokich glifach.
Kondygnacje wieży oddzielone belkowaniem; dolna gładka, ujęta szerokimi impostami, pomiędzy którymi kamienne portale ujmujące drzwi. Portal północny w uszakowym obramieniu, z herbem Lis w nadprożu.
Dachy kryte dachówką; nad nawą i prezbiterium dwuspadowy o wspólnej kalenicy, pozostałe namiotowe; na wieży blaszany, wysoki, namiotowy hełm zwieńczony krzyżem.
Klasztor murowany z cegły, tynkowany. Trójskrzydłowy, piętrowy, w układzie litery „Z”, ze skrzydłami zestawionymi pod kątem prostym. Wnętrze 1,5 traktowe, cele zakonne w skrzydle środkowym i północnym, rozmieszczone od strony ogrodu, sklepione zwykle krzyżowo. Pomieszczenia reprezentacyjne w części skrzydła południowego, m.in. refektarz ze sklepieniem krzyżowym na gurtach, wspartym na stojącym pośrodku filarze. Dachy dwuspadowe, kryte dachówką, z facjatkami w skrzydle południowym.
Brama usytuowana przed północno-zachodnim narożnikiem kościoła, u wylotu ul. Klasztornej i Mostowej. Murowana, tynkowana, na rzucie prostokąta, dwukondygnacyjna. Naroża dolnej kondygnacji boniowane, przelot zamknięty półkoliście, w szerokim boniowanym obramieniu. Kondygnacje oddzielone gzymsem. Górna niższa, gładka, z dużymi półkolistymi oknami w elewacjach pn. i pd. oraz parami niewielkich, prostokątnych, zamkniętych odcinkowo okienek w elewacjach wsch. i zach. Klatka schodowa w murze ściany wsch. Dach wysoki, namiotowy kryty gontem. 